# مورتن اولسن (بازیکن هندبال)
مورتن اولسن (دانمارکی: Morten Olsen؛( زادهٔ ۱۱ اکتبر ۱۹۸۴) بازیکن هندبال اهل دانمارک است.